# Rostkronad sprötstjärt
Rostkronad sprötstjärt (Leptasthenura pileata) är en fågel i familjen ugnfåglar inom ordningen tättingar.

## Utseende och läte
Rostkronad sprötstjärt är en vacker långstjärtad tätting. Fjäderdräkten är brunaktig med rostfärgad hjässa, fläckad strupe och streckad buk. Fjäderdräkten varierar geografiskt, där fåglar i södra Peru är mycket mörkare under med kraftigare streckning. Lätena är generellt metalliska, med en ljus drill och en serie vassa tjippande ljud.

## Utbredning och systematik
Rostkronad sprötstjärt förekommer i Anderna och delas in i tre underarter med följande utbredning:
- Leptasthenura pileata latistriata – västra Peru (Ayacucho)
- Leptasthenura pileata cajabambae – Cajamarca till Junín och Huancavelica
- Leptasthenura pileata pileata– västra Peru (Lima)

## Levnadssätt
Rostkronad sprötstjärt hittas i höglänta bergstrakter. Den ses i buskmarker och skogslandskap med kortvuxna träd.

## Status
Arten har ett stort utbredningsområde och beståndet anses vara stabilt. Internationella naturvårdsunionen IUCN listar den därför som livskraftig (LC).